# S/S Lidingö
S/S Lidingö var ett svenskt lastfartyg som minsprängdes under andra världskriget.

## Historik
Lidingö sjösattes den 14 augusti 1916 vid Götaverken och levererades i januari 1917 till Rederi AB Transatlantic, som döpte henne till Skagern. I augusti 1918 kom Skagern till Göteborg med vetelast från Australien. Under resan observerade man en dag ett luftskepp drivande på Atlanten. Det låg sjunket med förskeppet under medan akterskeppet och gondolen ännu höll sig ovan vattnet. Där befann sig besättningen på 3 man. Efter ett svårt arbete lyckades Skagerns besättning bärga såväl luftskeppet som dess omborvarande. De räddade som var amerikaner - USA var då med i kriget - och hade gått ut från Chatham för att spana efter tyska ubåtar. Under färden hade man fått roderhaveri och gått ned på vattnet. De tre flygarna hade tillbringat tre fruktansvärda dygn i gondolen i det till hälften sjunkna luftskeppet.
Under lossning av kollast i Batavia 1926 inträffade ett ras i lastrummet, varvid tre av de infödda stuveriarbetarna begravdes och dödades.
Skagern kolliderade 1928 med den engelska ångaren Seaforth, varvid Skagern fick en del skador. Ett år senare sjönk Seaforth under en hård storm i Bristolkanalen. 1930 råkade Skagern ut för en annan kollision på ingående mot Le Havre med norska S/S Avance där båda fartygen skadades. Skagern fick bland annat förrummet vattenfyllt och lasten skadad.
1938 såldes Skagern till Rederi AB Concordia i Göteborg. Därmed upphörde ångaren att gå i linjefart och hon blev med sina 8 800 ton Sveriges största trampfartyg. Namnet ändrades till Bellona och befälet övertogs av kapten F.E. Ek.
Våren 1940 köptes Bellona av Rederi AB Rex i Stockholm och omdöptes till Lidingö med kapten F.B. Olsson som ny befälhavare. Lidingö minsprängdes första gången den 1 april utanför Skanör. Ångaren hade samma dag avgått från Helsingborg, där besättning påmönstrats. Vid explosionen skadades fyra man, men tack var andre maskinist Karl Anton Olsson som trots egen huvudskada stannade kvar på sin plats för att evakuera alla och se till att pannan inte exploderade så kunde samtliga räddas. För detta fick Olsson medaljen För mod och rådighet till sjöss under farofylld tid.
Den 5 april bärgades Lidingö som legat sjunken på 8 meters djup och togs till Kockums varv i Malmö för reparation. Den tog fyra månader i anspråk och kostnaderna uppgick till 850 000 kr. Andre maskinist K.A. Olsson erhöll senare medaljen för mod och rådighet i farofylld tid. Han hade haft vakten i maskin vid minsprängningen och stannade kvar trots att elden slog ut från de nio fyrarna under pannorna och att vatten strömmade in. Först när han fullständigt avvärjt faran för ångpanneexplosion vadade han fram till en lejdare och tog sig upp från det halvfyllda maskinrummet. Efter reparationen fortsatte Lidingö att gå i fraktfart innanför Skagerackspärren tills ångaren för andra gången stiftade bekantskap med magnetminorna. Fyra man av besättningen fick vara med om båda minsprängningarna med samma fartyg, däribland kaptenen Olsson.

## Minsprängningen
Med last av malm från Luleå till tysk nordsjöhamn passerade Lidingö Fehmarn bält den 6 november 1942. Omkring klockan 05:30 exploderade en magnetmina på babords sida ungefär mitt för treans lucka. Verkan av explosionen var så våldsam att hela fartyget lyftes och större delen av inredningen slogs sönder. Besättningen gick omedelbart i livbåtarna. Det var beckmörkt när lättmatrosen K. H. Nilsson sprang över däck mot livbåten men inte såg att bunkerluckan var bortsliten. Han föll genom luckan och hamnade nere i kolboxen efter en luftfärd på cirka 10 meter. Ingen observerade händelsen och först när man gått i livbåtarna saknades Nilsson. Man gick därför ombord igen för att söka och fann honom då förbereda sig för att rädda sig på en flotte. Han hade skadat ett ben och en arm och var ganska matt efter fallet men allt eftersom Lidingö sjönk och vattnet steg i kolboxen lyftes han av vattnet upp genom luckan, där kamraterna fann honom.
Fartygets andre maskinist Karl Anton Olsson stannade trots en huvudskada kvar på sin post för att se till så att inte pannan exploderade av det inträngande vattnet. Först när alla man lämnat fartyget övergav Olsson fartyget. För sitt modiga och självuppoffrande beteende belönades Olsson med medaljen För mod och rådighet till sjöss under farofylld tid av kung Gustaf V.
Efter halvannan timme gick Lidingö till botten på lat. N 54, 32’54’’ long. O 11, 19’ 30’’. Besättningen togs upp av S/S Belos av Helsingborg som befann sig i närheten.